# Brinckochrysa nachoi
Brinckochrysa nachoi là một loài côn trùng trong họ Chrysopidae thuộc bộ Neuroptera. Loài này được Monserrat miêu tả năm 1977.